# Eocupes lukjanovitshi
Eocupes lukjanovitshi is een keversoort uit de familie Permocupedidae. De wetenschappelijke naam van de soort is voor het eerst geldig gepubliceerd in 1944 door Rohdendorf.